# Јозеф Корбас
Јозеф Францисзек Корбас (11. новембар 1914 — 2. октобар 1981) био је пољски фудбалер који је играо на позицији нападача. Играо је за Краковију и репрезентацију Пољске током међуратног периода.
У Краковији је Корбас свирао од 1935. до 1939. године. У 69 утакмица током тог периода постигао је 54 гола.
Корбас је познат по свом одличном дебију за репрезентацију. 12. септембра 1937. у Софији је постигао три гола у нерешеном резултату 3 : 3 против Бугарске. У историји пољске репрезентације, само два играча су успела да постигну хет-трик у својој првој утакмици, други је био Зигмунт Штојерман. Корбасова друга и последња утакмица у бело-црвеном дресу одиграна је у Варшави 25. септембра 1938. године, нерешено 4 : 4 против Југославије. У овој утакмици је такође постигао гол.
Током нацистичке окупације Пољске, ухапшен је од стране Немаца 1942. године и у марту 1943. послат у концентрациони логор Аушвиц. Одатле је пребачен у концентрациони логор Заксенхаузен. Пошто је ово преживео, вратио се у Пољску после рата и постао спортски функционер, као и тренер. Управљао је Стилон Горзов 1954.